# Буадди, Аюб
Аю́б Буадди́ (фр. Ayyoub Bouaddi; родился 2 октября 2007, Франция) — французский футболист, центральный полузащитник клуба «Лилль».

## Клубная карьера
Буадди начал заниматься футболом в 2012 году в команде «Крей». В 2021 году попал в академию «Лилля». 5 октября 2023 года дебютировал за основную команду клуба, выйдя в стартовом составе на матч Лиги конференций против фарерской команды «КИ Клаксвик».

## Карьера в сборной
Выступал за сборные Франции до 16, до 17 и до 18 лет.